# Бру, Росер
Росер Бру Льоп (исп. Roser Bru Llop, 15 февраля 1923, Барселона, Испания — 26 мая 2021, Сантьяго, Чили) — чилийская художница и гравёр испанского происхождения, связанная с движением неофигуративного искусства.

## Биография
Росер Бру родилась в Барселоне (Испания) в 1923 году. В следующем году её семья отправилась в изгнание в Париж (Франция), во времена диктатуры Мигеля Примо де Риверы. Четыре года спустя они вернулись в свой родной город, где Бру училась в школе Монтессори, а затем, в 1931 году поступила в Институт-школу женералитета Каталонии (кат. Institut-Escola de la Generalitat de Catalunya). После окончания Гражданской войны в Испании, в 1939 году, она вновь переехала во Францию, откуда уже отправилась в Чили на пароходе «Виннипег». Она прибыла в чилийский порт Вальпараисо 3 сентября того же года.
С 1939 по 1942 год Росер Бру изучала живопись в Школе изящных искусств Чилийского университета, где её преподавателями были художники Пабло Бурчард и Исраэль Роа. В 1947 году она присоединилась к Группе пластиковых студентов (исп. Grupo de Estudiantes Plásticos), наряду с другими художниками, такими как Хосе Бальмес, Грасия Барриос и Гильермо Нуньес. В 1957 году она начала изучать гравюру в «Taller 99», которым руководил Немесио Антунес.
Работы Росер Бру выставлялись в ряде стран Латинской Америки, а также в Испании, в то же время некоторые её картины хранятся в собраниях Нью-Йоркского музея современного искусства, Бруклинского музея, Музея современного искусства в Сантьяго, Музей современного искусства в Чилоэ, Национального музея изящных искусств в Сантьяго, Музея солидарности Сальвадора Альенде, Чилийского национального исторического музея, Метрополитен-музея, Музея современного искусства в Рио-де-Жанейро, Государственных музеев Берлина и других музеев.

## Награды
В 1995 году Бру была награждена королём Испании Хуаном Карлосом I и провозглашена командором ордена Изабеллы Католической.
В 2000 году она была удостоена премии Альтасор в области национального искусства в категории живопись за «Учения Гойи» (исп. Enseñanzas de Goya). В 2013 году она победила в той же категории за «Жить в работе» (исп. Vivir en obra). В 2004 году она получила номинацию в категории гравюры и рисунка за «Un conjunto de sus 34 grabados en su cumpleaños número ochenta». В 2005 году Бру повторила это достижение с «Работой на выставке Пабло Неруда, детство поэта» (исп. Obra en exposición Pablo Neruda, la infancia del poeta).
В 2005 году Бру была награждена орденом Пабло Неруды за художественные и культурные заслуги.
В 2015 году правительство Чили присудило ей Национальную премию по пластическим искусствам.